# Ouratea pulchrifolia
Ouratea pulchrifolia är en tvåhjärtbladig växtart som beskrevs av Adolpho Ducke. Ouratea pulchrifolia ingår i släktet Ouratea och familjen Ochnaceae. Inga underarter finns listade i Catalogue of Life.